# Eins gegen Eins
Eins gegen Eins war eine deutsche politische Talkshow, moderiert von Claus Strunz, die auf Sat.1 ausgestrahlt und von der Focus TV Produktions GmbH produziert wurde.
Am 28. Oktober 2013 wurde Eins gegen Eins um eine fünfte Staffel verlängert, deren Ausstrahlung 2014 geplant war. Im August 2014 wurde bekannt, dass eine Ausstrahlung im Jahr 2014 nicht stattfinden würde.

## Konzept
Bei Eins gegen Eins sollten zwei Personen, die jeweils grundverschiedene Meinungen hatten, gegeneinander ein Rede-Duell starten. Dabei wurde am Anfang ein Thema vorgegeben, über das das Publikum abstimmen sollte, zu dem es eine Pro- und eine Contra-Meinung gibt, die sich deutlich voneinander unterscheiden. In der zweiten Hälfte der Sendung verabschiedete man sich vom Titel „Eins gegen Eins“ und gab jeder Partei einen weiteren Befürworter der Meinung hinzu, der den jeweiligen Befürworter oder Gegner unterstützen sollte. Das Studio erinnerte sehr an das einer Show, da es mit vielen Lichteffekten ausgestattet war. Moderiert wurde der Talk von Claus Strunz. Bis zum Beginn der nächsten Sendung konnte man über die Frage ebenfalls bei Facebook abstimmen.

## Produktion und Ausstrahlung
Die Sendung wurde von Focus TV produziert und von Staffel 1. bis 3. montags um 23.30 Uhr ausgestrahlt. In der 1. und 3. Staffel wurde die Sendung nach der Spiegel TV Reportage und in der 2. Staffel nach der Focus TV Reportage ausgestrahlt. Am 21. Mai 2012 nach dem Staffelfinale der dritten Staffel wurde Eins gegen Eins um eine vierte Staffel verlängert, deren Ausstrahlung ab dem 7. Mai 2013 begann. Außerdem bekam die neue Staffel einen neuen Sendeplatz, und zwar dienstags, nach dem Magazin Akte 20.13 gegen 23.25 Uhr.
Ein Tag vor dem Staffelfinale der vierten Staffel wurde Eins gegen Eins um eine weitere Staffel verlängert.
| Staffel | Produzierte Episoden | Sendeplatz           | Staffelpremiere | Staffelfinale | Zuschauer | Zuschauer       | Marktanteil | Marktanteil     |
| Staffel | Produzierte Episoden | Sendeplatz           | Staffelpremiere | Staffelfinale | Gesamt    | 14 bis 49 Jahre | Gesamt      | 14 bis 49 Jahre |
| ------- | -------------------- | -------------------- | --------------- | ------------- | --------- | --------------- | ----------- | --------------- |
| 1       | 12                   | montags, 23:30 Uhr   | 21. März 2011   | 20. Juni 2011 | 0,47 Mio. | 0,25 Mio.       | 4,0 %       | 4,6 %           |
| 2       | 12                   | montags, 23:30 Uhr   | 19. Sep. 2011   | 5. Dez. 2011  | 0,58 Mio. | 0,34 Mio.       | 5,0 %       | 6,2 %           |
| 3       | 10                   | montags, 23:30 Uhr   | 12. März 2012   | 21. Mai 2012  | 0,52 Mio. | 0,30 Mio.       | 4,6 %       | 5,6 %           |
| 4       | 20                   | dienstags, 23:25 Uhr | 30. Apr. 2013   | 29. Okt. 2013 | 0,62 Mio. | 0,29 Mio.       | 5,3 %       | 5,9 %           |

## Episodenliste
| Nr. (gesamt) | Nr. (Staffel) | Thema                                                                                          | Pro                                             | Kontra                                     | Erstausstrahlung |
| ------------ | ------------- | ---------------------------------------------------------------------------------------------- | ----------------------------------------------- | ------------------------------------------ | ---------------- |
| 1            | 1             | Atom, Libyen – einmal Hü, einmal Hott: Macht Wählen noch Sinn?                                 | Guido Westerwelle, Tanja Gönner                 | Gabor Steingart, Gero Neugebauer           | 21. März 2011    |
| 2            | 2             | Muslime in Deutschland: Soll bestraft werden, wer sich nicht integriert?                       | Thilo Sarrazin, Iris Schmidt                    | Sebastian Edathy, Melda Akbaş              | 28. März 2011    |
| 3            | 3             | Zu grün gefreut – kostet die Ökowende uns den Wohlstand?                                       | Jan Fleischhauer, Uwe Wehle                     | Bärbel Höhn, Ralf Hofmann                  | 4. Apr. 2011     |
| 4            | 4             | Benzinflop – Muss die E10 Einführung gestoppt werden?                                          | Gregor Gysi, Reinhild Benning                   | Klaus Picard, Klaus Reich                  | 11. Apr. 2011    |
| 5            | 5             | Brauchen wir härtere Gesetze gegen Sexualstraftäter?                                           | Uwe Schünemann, Gabriele Karl                   | Hans-Christian Ströbele, Gerhard Strate    | 18. Apr. 2011    |
| 6            | 6             | Billige Arbeitskräfte aus Osteuropa: Brauchen wir jetzt einen Mindestlohn für alle?            | Klaus Ernst, Renate Föry                        | Marie-Christine Ostermann, Andreas Höppner | 2. Mai 2011      |
| 7            | 7             | Sollen lesbische und schwule Paare Kinder adoptieren dürfen?                                   | Mirjam Müntefering, Frank Lukas                 | Katherina Reiche, Martin Lohmann           | 9. Mai 2011      |
| 8            | 8             | Der Euro in Gefahr – Sollen wir den Pleite-Griechen den Geldhahn zudrehen?                     | Frank Schäffler, Karl Albrecht Schachtschneider | Sven Giegold, Andrea Mavroidis             | 16. Mai 2011     |
| 9            | 9             | Sex und Machtmissbrauch – typisch Mann?                                                        | Ines Pohl                                       | Claude-Oliver Rudolph                      | 23. Mai 2011     |
| 10           | 10            | Atomausstieg im Alleingang – ist die deutsche Politik hysterisch?                              | Klaus Töpfer                                    | Werner Marnette                            | 30. Mai 2011     |
| 11           | 11            | Jugendgewalt – Brauchen wir die Null-Toleranz-Politik?                                         | Joachim Herrmann                                | Wolfgang Wieland                           | 6. Juni 2011     |
| 12           | 12            | Sex, Mobbing und Gewalt im Internet – muss der Staat unsere Kinder per Gesetz besser schützen? | Ingo Lenßen                                     | Sascha Lobo                                | 20. Juni 2011    |

| Nr. (gesamt) | Nr. (Staffel) | Thema                                                                                   | Pro                                    | Kontra                                     | Erstausstrahlung |
| ------------ | ------------- | --------------------------------------------------------------------------------------- | -------------------------------------- | ------------------------------------------ | ---------------- |
| 13           | 1             | Goldhysterie in Deutschland – ist unser Geld bald wertlos?                              | Michael Mross, Gerhard Spannbauer      | Michel Friedman, Hermann-Josef Tenhagen    | 19. Sep. 2011    |
| 14           | 2             | Raucher raus – brauchen wir bayerische Verhältnisse in ganz Deutschland?                | Sebastian Frankenberger, Eckart Laack  | Giulia Siegel, Michael Scheele             | 26. Sep. 2011    |
| 15           | 3             | Null Bock auf Schule – Kindergeld kürzen, wenn die Kids schwänzen?                      | Heinz Buschkowsky, Olof Masch          | Caroline Beil, Heinrich Ricking            | 3. Okt. 2011     |
| 16           | 4             | Knietief in den Miesen – soll es Schuldnern künftig leichter gemacht werden?            | Tanja Schumann, Reinhard Nocke         | Matthias Höhn, Wolfgang Spitz              | 10. Okt. 2011    |
| 17           | 5             | Porno als Massenphänomen – macht das unsere Gesellschaft kaputt?                        | Thomas Schirrmacher, Dominique         | Lady Bitch Ray, Jakob Pastötter            | 17. Okt. 2011    |
| 18           | 6             | Mission Berufsarmee – ist die Bundeswehr auf dem Weg zur Unterschichtentruppe?          | Ulrich Meyer, Michael Wolffsohn        | Christian Schmidt, Lutz Feldt              | 24. Okt. 2011    |
| 19           | 7             | Stoppt Cybermobbing – brauchen wir einen Ausweis für Facebook und Co.?                  | Natascha Ochsenknecht, Alexander Wachs | Bernd Schlömer, Stephan Humer              | 31. Okt. 2011    |
| 20           | 8             | Die fette Gesellschaft – müssen wir den Gürtel enger schnallen?                         | Regina Halmich, Stefan Frädrich        | Reiner Calmund, Gunter Frank               | 7. Nov. 2011     |
| 21           | 9             | Gefangen im Turbo-Leben – Macht uns die Gesellschaft krank?                             | Angelika Kallwass, Gerhard Huber       | Dennis Uitz, Norbert Bolz                  | 14. Nov. 2011    |
| 22           | 10            | Nazi-Terror in Deutschland – muss die NPD jetzt verboten werden?                        | Michel Friedman, Bernd Wagner          | Thomas Schmid, Hans-Gerd Jaschke           | 21. Nov. 2011    |
| 23           | 11            | Generation Silikon – Leben wir unseren Kindern die falschen Werte vor?                  | Ingrid van Bergen, Martin Lohmann      | Axel Neuroth, Annina Ucatis                | 28. Nov. 2011    |
| 24           | 12            | Vorbild The Voice of Germany – Brauchen wir anonyme Bewerbungen für mehr Gerechtigkeit? | The BossHoss, Christine Lüders         | Thomas M. Stein, Claus Peter Müller-Thurau | 5. Dez. 2011     |

| Nr. (gesamt) | Nr. (Staffel) | Thema                                                                                          | Pro                                        | Kontra                                   | Erstausstrahlung |
| ------------ | ------------- | ---------------------------------------------------------------------------------------------- | ------------------------------------------ | ---------------------------------------- | ---------------- |
| 25           | 1             | Präsident, Kanzlerin und Abgeordnete – Verdienen unsere Politiker zu schlecht?                 | Heide Simonis, Jürgen Koppelin             | Utz Claassen, Rainer Wendt               | 12. März 2012    |
| 26           | 2             | Brutale Schläger – Ist unsere Justiz zu lasch?                                                 | Ben Tewaag, Andreas Müller                 | Christian Pfeiffer, Rita Steffesenn      | 19. März 2012    |
| 27           | 3             | Feminismus und Frauenquote – geht die Emanzipation langsam zu weit?                            | Gerhard Amendt, Mathieu Carrière           | Katja Kipping, Désirée Nick              | 26. März 2012    |
| 28           | 4             | Treue ein Leben lang – Ist Monogamie noch zeitgemäß?                                           | Jenny Elvers-Elbertzhagen, Paulus Terwitte | Franz Josef Wetz, Maren Emde             | 2. Apr. 2012     |
| 29           | 5             | Vernachlässigte Kinder, überforderte Sozialarbeiter – Müssen Jugendämter dicht gemacht werden? | Veronica Ferres, Bernd Siggelkow           | Simone Tabke, Erdmann Bierdel            | 16. Apr. 2012    |
| 30           | 6             | Musik, Filme, Fotos – Sind im Internet zu viele Diebe unterwegs?                               | Tobias Künzel, Jan Hegemann                | Bruno Kramm, Anke Domscheit-Berg         | 23. Apr. 2012    |
| 31           | 7             | Bundestag entern oder gnadenlos kentern – Scheitern die Piraten im politischen Alltag?         | Patrick Döring, Nikolaus Blome             | Wilm Schumacher, Hubertus von Lobenstein | 30. Apr. 2012    |
| 32           | 8             | Null Bock auf Arbeit – Belohnt Hartz IV die Faulen?                                            | Rita Knobel-Ulrich, Kurt Meier             | Mehrzad Marashi, Katja Kipping           | 7. Mai 2012      |
| 33           | 9             | Alt, verklemmt, verknöchert – Kann die Politik die Jugend noch erreichen?                      | Annegret Kramp-Karrenbauer, Gerald Hörhan  | Bettina Fackelmann, Rocco Stark          | 14. Mai 2012     |
| 34           | 10            | Abschaffen statt Anschaffen – Muss Prostitution in Deutschland verboten werden?                | Chantal Louis, Sabine Constabel            | Isabelle Rozier, Jürgen Rudloff          | 21. Mai 2012     |

| Nr. (gesamt) | Nr. (Staffel) | Thema                                                              | Pro                             | Kontra                        | Erstausstrahlung |
| ------------ | ------------- | ------------------------------------------------------------------ | ------------------------------- | ----------------------------- | ---------------- |
| 35           | 1             | Bedrängt, belästigt, bedroht – Ist unser Stalking-Gesetz zu lasch? | Eva Habermann, Jens Hoffmann    | Brigitte Zypries, Ingo Lenßen | 7. Mai 2013      |
| 36           | 2             | Arm gegen Reich – Wird Deutschland immer ungerechter?              | Gregor Gysi                     | Carsten Maschmeyer            | 14. Mai 2013     |
| 37           | 3             | Facebook, Twitter und Co. – Machen uns soziale Netzwerke asozial?  | Georgina Fleur, Franziska Kühne | Niels Ruf, Dorothee Bär       | 21. Mai 2013     |
| 38           | 4             | Angst um unser Geld – Ist mein Erspartes noch sicher?              | Michel Friedman, Daniel Stelter | Sahra Wagenknecht, Max Otte   | 28. Mai 2013     |
| 39           | 5             | Discount-Republik Deutschland – Geizen wir unser Land kaputt?      | Wolfgang Grupp, Katharina Nocun | Christian Huff                | 4. Juni 2013     |

## Rezeption

### Kritik
„Man muss dankbar dafür sein, dass Helmut Markwort abgesagt hat. Denn mit ihm wäre „Eins gegen Eins“ kaum so kurzweilig geworden. Die Premiere des neuen Sat.1-Polittalks mit Claus Strunz am späten Montagabend überraschte - und das durchaus positiv […] eine lebhafte Diskussion zwischen Guido Westerwelle und dem „Handelsblatt“-Chefredakteur Gabor Steingart erleben. Gastgeber Claus Strunz blieb, abgesehen von vereinzelt hartnäckiger, vielleicht etwas übertriebener Nachfrage, dezent im Hintergrund. Alles bestens also? Leider nicht. Denn die Premiere von „Eins gegen Eins“ hat sich die Redaktion mit einer unglücklichen Themenwahl unnötig verhagelt. Die Gäste sollen auf den Punkt kommen, doch die Fragestellung der ersten Ausgabe tat dies nicht […] sonst wäre das ähnlich inkonsequent wie die Tatsache, dass aus „Eins gegen Eins“ am Ende „Zwei gegen Zwei“ wurde“

„…mag ja eine tolle Idee sein, dass im Privatfernsehen mal eine politische Sendung läuft […] doch offenbar hat man sich bei Sat.1 gedacht, dass das Programm nur von Trotteln gesehen wird […] wie hatte Claus Strunz noch gesagt? 'Dies ist eine Ja-nein-Sendung.' Dann also: nein“

„…auf das, was bei 'Eins gegen Eins' veranstaltet wurde, kann man getrost verzichten. […] mit Moderieren hat seine Tätigkeit [von Claus Strunz] […] wenig zu tun, wenn man ihm nichts Böses will, kann man sagen: Er ließ die Dinge laufen“

„…ein solcher Vergleich zeigt, wie müßig die Debatte darüber ist, ob es im deutschen Fernsehen zu viele politische Talk-Sendungen gibt. Jede hat ihren eigenen Charakter und ihr eigenes Publikum, einige sind verbesserungswürdig, manche Ausgaben missraten völlig. Alle zusammen sind jedoch Teil der Fernsehpublizistik und tragen zur Meinungsbildung bei – wohl nicht in Kreisen der Informationselite, aber, und das ist viel wichtiger, bestenfalls bei jenen, die schon lange keine Zeitung mehr zur Hand nehmen.“

„…insofern ist klar, dass es für «Eins gegen Eins» insbesondere darauf ankommen wird, die richtigen Gäste einzuladen: Dies sollten nicht unbedingt immer Politiker sein, die sich für dieses innovative Talk-Format im Privatfernsehen weniger eignen, sondern eher prominente Persönlichkeiten, welche für klare Argumente und Meinungen stehen – also die vielzitierten Stimmen des normalen Volkes. Abgesehen davon wirkten das Studiodesign und die Präsentation der Show sehr gut. Moderator Strunz hielt sich manchmal zu stark aus der Diskussion zurück und ließ sie dadurch teils entgleisen. Dennoch meisterte er seine Aufgabe, wie von N24 bekannt, größtenteils souverän und seriös. Das Fazit: «Eins gegen Eins» hat mit der Auswahl und Anzahl der Gäste Startschwierigkeiten, doch Grundkonzept, Leitthemen und allgemeine Präsentation stimmen und lassen auf vielversprechende weitere Sendungen hoffen.“

„…der Ansatz von “Eins gegen Eins” mit Claus Strunz mag […] zwar aller Ehren wert sein, doch mit einem Erfolg ist nicht zu rechnen. Das hat übrigens nicht nur etwas mit Sendeplatz am sehr späten Abend zu tun, sondern auch mit der Themenwahl. “Atom, Libyen – einmal Hü, einmal Hott: Macht Wählen noch Sinn?” Das war der sperrige Titel der ersten Sendung – ein Thema, bei dem es selbst Premieren-Gast Guido Westerwelle gelang, am Ende gut dazustehen […] man hätte es also besser machen können in der zweiten Ausgabe: Am Tag nach spannenden Landtagswahlen mit dem womöglich ersten Ministerpräsident der Grünen und den Rücktritten von Mappus und Brüderle. Hätte man – wenn man nicht ausgerechnet Thilo Sarrazin eingeladen hätte. Zum Thema “Muslime in Deutschland – Soll bestraft werden, wer sich nicht integriert?”. Ein Thema, das vor einem halben Jahr interessant gewesen wäre und sich womöglich gut geeignet hätte, um es noch einmal in der Sommerpause aufzuwärmen. Aber doch bitteschön nicht am Tag nach dieser durchaus historischen Wahl.“

### Einschaltquoten
Beim Gesamtpublikum startete die erste Folge von Eins gegen Eins mit 520.000 Zuschauern, was 4,6 % Marktanteil entspricht, und in der Zielgruppe der 14- bis 49-Jährigen mit 310.000 Zuschauern, was 5,9 % Marktanteil entspricht. In der Zielgruppe liegt das auf dem Niveau von Beckmann. Die Quoten liegen unter dem Schnitt von Sat.1. Die Quote der 14- bis 49-Jährigen stürzte bei der zweiten Ausgabe noch weiter auf 4,5 % ab, beim Gesamtpublikum blieb die Reichweite beinahe konstant. Das Staffelfinale der 1. Staffel am 20. Juni kam auf 0,71 Millionen Zuschauer und 7,0 Prozent Marktanteil bei der Zielgruppe, ein neuer Bestwert.
Im Durchschnitt sahen auf Sat.1 0,47 Millionen Zuschauer die erste Staffel von Eins gegen Eins und man erzielte beim Gesamtpublikum 4,0 Prozent Marktanteil. In der Zielgruppe sahen im Durchschnitt 0,25 Millionen Zuschauer zu, was ein Marktanteil von 4,6 Prozent entsprach.
| Ausgabe | Datum         | Zuschauer | Zuschauer       | Marktanteil | Marktanteil     |
| Ausgabe | Datum         | Gesamt    | 14 bis 49 Jahre | Gesamt      | 14 bis 49 Jahre |
| ------- | ------------- | --------- | --------------- | ----------- | --------------- |
| 01      | 21. März 2011 | 0,52 Mio. | 0,31 Mio.       | 4,6 %       | 5,9 %           |
| 02      | 28. März 2011 | 0,50 Mio. | 0,25 Mio.       | 4,1 %       | 4,5 %           |
| 03      | 4. Apr. 2011  | 0,44 Mio. | 0,24 Mio.       | 3,6 %       | 4,2 %           |
| 04      | 11. Apr. 2011 | 0,60 Mio. | 0,30 Mio.       | 5,0 %       | 5,5 %           |
| 05      | 18. Apr. 2011 | 0,37 Mio. | TBA             | TBA         | 4,6 %           |
| 06      | 2. Mai 2011   | 0,29 Mio. | 0,12 Mio.       | 2,3 %       | 2,0 %           |
| 07      | 9. Mai 2011   | 0,44 Mio. | 0,27 Mio.       | 3,6 %       | 4,9 %           |
| 08      | 16. Mai 2011  | 0,40 Mio. | 0,27 Mio.       | 3,5 %       | 4,5 %           |
| 09      | 23. Mai 2011  | 0,52 Mio. | 0,22 Mio.       | 4,3 %       | 4,0 %           |
| 10      | 30. Mai 2011  | 0,51 Mio. | 0,24 Mio.       | 4,2 %       | 4,0 %           |
| 11      | 6. Juni 2011  | 0,39 Mio. | 0,21 Mio.       | 3,2 %       | 3,6 %           |
| 12      | 20. Juni 2011 | 0,71 Mio. | TBA             | 7,0 %       | TBA             |

Im Durchschnitt sahen Sat.1 0,58 Millionen Zuschauer die zweite Staffel von Eins gegen Eins und man erzielte beim Gesamtpublikum 5,0 Prozent Marktanteil. In der Zielgruppe sahen im Durchschnitt 0,34 Millionen Zuschauer zu, was ein Marktanteil von 6,2 Prozent entsprach.
| Ausgabe | Datum         | Zuschauer | Zuschauer       | Marktanteil | Marktanteil     |
| Ausgabe | Datum         | Gesamt    | 14 bis 49 Jahre | Gesamt      | 14 bis 49 Jahre |
| ------- | ------------- | --------- | --------------- | ----------- | --------------- |
| 01      | 19. Sep. 2011 | 0,69 Mio. | 0,42 Mio.       | 6,4 %       | 8,4 %           |
| 02      | 26. Sep. 2011 | 0,62 Mio. | 0,35 Mio.       | 5,7 %       | 6,6 %           |
| 03      | 3. Okt. 2011  | 0,57 Mio. | 0,29 Mio.       | 4,7 %       | 5,3 %           |
| 04      | 10. Okt. 2011 | 0,74 Mio. | 0,42 Mio.       | 6,1 %       | 7,3 %           |
| 05      | 17. Okt. 2011 | 0,73 Mio. | 0,42 Mio.       | 6,4 %       | 7,5 %           |
| 06      | 24. Okt. 2011 | 0,50 Mio. | 0,31 Mio.       | 4,3 %       | 5,6 %           |
| 07      | 31. Okt. 2011 | 0,68 Mio. | 0,41 Mio.       | 5,2 %       | 6,3 %           |
| 08      | 7. Nov. 2011  | 0,55 Mio. | 0,38 Mio.       | 4,9 %       | 6,8 %           |
| 09      | 14. Nov. 2011 | 0,39 Mio. | 0,27 Mio.       | 3,4 %       | 5,1 %           |
| 10      | 21. Nov. 2011 | 0,42 Mio. | TBA             | 3,7 %       | 5,0 %           |
| 11      | 28. Nov. 2011 | 0,49 Mio. | 0,25 Mio.       | 4,1 %       | 4,4 %           |
| 12      | 5. Dez. 2011  | 0,57 Mio. | TBA             | 5,8 %       | TBA             |

Im Durchschnitt sahen Sat.1 0,52 Millionen Zuschauer die dritte Staffel von Eins gegen Eins und man erzielte beim Gesamtpublikum 4,9 Prozent Marktanteil. In der Zielgruppe hat man im Durchschnitt ein Marktanteil von 6,1 Prozent.
| Ausgabe | Datum         | Zuschauer | Zuschauer       | Marktanteil | Marktanteil     |
| Ausgabe | Datum         | Gesamt    | 14 bis 49 Jahre | Gesamt      | 14 bis 49 Jahre |
| ------- | ------------- | --------- | --------------- | ----------- | --------------- |
| 01      | 12. März 2012 | 0,43 Mio. | 0,28 Mio.       | 3,8 %       | 4,8 %           |
| 02      | 19. März 2012 | 0,51 Mio. | 0,28 Mio.       | 4,3 %       | TBA             |
| 03      | 26. März 2012 | 0,49 Mio. | 0,23 Mio.       | 4,3 %       | 4,3 %           |
| 04      | 2. Apr. 2012  | 0,56 Mio. | 0,44 Mio.       | 4,6 %       | 7,5 %           |
| 05      | 16. Apr. 2012 | 0,57 Mio. | TBA             | 4,8 %       | 5,2 %           |
| 06      | 23. Apr. 2012 | TBA       | 0,60 Mio.       | 5,3 %       | 7,4 %           |
| 07      | 30. Apr. 2012 | 0,43 Mio. | TBA             | 3,3 %       | 4,3 %           |
| 08      | 7. Mai 2012   | TBA       | TBA             | TBA         | TBA             |
| 09      | 14. Mai 2012  | TBA       | TBA             | TBA         | TBA             |
| 10      | 21. Mai 2012  | 0,52 Mio. | TBA             | 4,9 %       | 6,1 %           |